# Buchnereae
Buchnereae es una tribu de la familia Orobanchaceae que comprende los siguientes géneros:

## Géneros
Según NCBI:
- Agalinis - Aureolaria - Brachystigma - Buchnera - Cycnium - Dasistoma - Escobedia - Esterhazya - Graderia - Harveya - Hyobanche - Macranthera - Melasma - Micrargeria - Radamaea - Seymeria - Sopubia - Striga - Xylocalyx

Según Wikispecies:
- Aeginetia – Alectra – Asepalum – Bardotia – Baumia – Buchnera – Buttonia – Campbellia – Centranthera – Christisonia – Cyclocheilon – Cycniopsis – Cycnium – Escobedia – Gerardiina – Ghikaea – Graderia – Harveya – Hiernia – Hyobanche – Leucosalpa – Macrosiphon – Magdalenaea – Melasma – Nesogenes – Nothochilus – Parasopubia – Petitmenginia – Physocalyx – Radamaea – Rhamphicarpa – Sieversandreas – Silviella – Sopubia – Striga – Tetraspidium – Thunbergianthus – Vellosiella – Xylocalyx